# Bandar Linga
Bandar Linga, Bandar-e Lengeh, Bandar-e Linga (o Bandar-i Linga) o simplement Linga és un port del sud de l'Iran al sud-est del Laristan i en enfront de l'illa de Qeshm. És un port d'aigua fonda que permet ancorar a grans vaixells. Darrere la ciutat hi ha una zona de maresma salada generalment seca darrere la qual les muntanyes anomenades Band-e Linga. que tenen una altura màxima de 1190 metres. Fou poblada per àrabs però actualment la majoria de la població és persa o barreja de perses amb àrabs, balutxis, indis i fins i tot descendents d'esclaus africans; hi ha sunnites i xiïtes. A 13 km a l'est hi ha l'antic port de Bandar Khung, on els portuguesos tingueren una factoria fins al 1711.

## Història
El port de Linga no va passar d'un poblat petit fins que el 1760 els kawasim que venien de Djulfar (prop de Ras al Khaymah) dirigits pel xeic Salih s'hi van establir i el van arrabassar al kalandar del districte de Jahangiri que residia a Shinas i a Kishm. El 1765 en foren expulsats par Karim Khan Zand, però no devien tardar a tornar-hi. El 1809-1810 l'expedició naval britànica contra els pirates kawasim va atacar Djulfar i va seguir cap a Linga i altres ports sota el seu domini als dos costats del golf. L'autoritat a Linga fou exercida pel xeic hereditari de Kadib, fins al 1887 quan els perses el van fer presoner i el van portar encadenat a Teheran. Fins aleshores era un port pròsper i centre de la pesca de perles; hi residien comerciants indis i moltes exportacions perses passaven per aquest port, així com esclaus perses i balutxis enviats a Aràbia i somalis i habasha negres que eren portats a Pèrsia. El 1890 Curzon estimava la població de Linga en 10.000 habitants. Després de l'establiment de l'autoritat persa els comerciants indis i altres es van traslladar a l'altre costat de la costa, principalment a Dubai, Bahrein i Oman. El port va entrar en decadència eclipsat a més pels de Bushire i Bandar Abbas.
Vers el 1975 hi havia 9.404 habitants i formava un districte (bakhsh) del comtat (shahristan) de Larestan a la província (ustan) de Fars. El districte tenia a la mateixa data 41.000 habitants.